# Тимбауба
Тимбауба (порт. Timbaúba)  —  муниципалитет в Бразилии, входит в штат Пернамбуку. Составная часть мезорегиона Мата-Пернамбукана. Входит в экономико-статистический  микрорегион Мата-Сетентриунал-Пернамбукана. Население составляет 56 000 человек.

## География
Климат местности: жаркий гумидный.